# Dwars door Vlaanderen 2021
La Dwars door Vlaanderen 2021 (it.: Attraverso le Fiandre 2021), settantacinquesima edizione della corsa, valida come undicesima prova dell'UCI World Tour 2021 categoria 1.UWT, si è svolta il 31 marzo 2021 su un percorso di 184,1 km, con partenza da Roeselare ed arrivo a Waregem, in Belgio. La vittoria è stata appannaggio dell'olandese Dylan van Baarle, che ha completato il percorso in 3h58'59" alla media di 46,221 km/h, precedendo il francese Christophe Laporte ed il belga Tim Merlier.
Al traguardo di Waregem sono stati 123 i ciclisti, dei 171 partiti da Roeselare, che hanno portato a termine la competizione.

## Squadre e corridori partecipanti
| N.      | Cod. | Squadra                  |
| ------- | ---- | ------------------------ |
| 1-7     | AFC  | Alpecin-Fenix            |
| 12-17   | DQT  | Deceuninck-Quick Step    |
| 21-27   | UAD  | UAE Team Emirates        |
| 31-37   | TFS  | Trek-Segafredo           |
| 41-47   | TQA  | Team Qhubeka Assos       |
| 51-57   | DSM  | Team DSM                 |
| 61-67   | BEX  | Team BikeExchange        |
| 71-77   | MOV  | Movistar Team            |
| 81-87   | LTS  | Lotto Soudal             |
| 91-97   | TJV  | Jumbo-Visma              |
| 101-107 | ISN  | Israel Start-Up Nation   |
| 111-117 | IGD  | Ineos Grenadiers         |
| 121-127 | IWG  | Intermarché-Wanty-Gobert |

| N.      | Cod. | Squadra                   |
| ------- | ---- | ------------------------- |
| 131-137 | GFC  | Groupama-FDJ              |
| 141-147 | EFN  | EF Education-Nippo        |
| 151-157 | COF  | Cofidis                   |
| 161-167 | BOH  | Bora-Hansgrohe            |
| 171-177 | TBV  | Bahrain Victorious        |
| 181-187 | AST  | Astana-Premier Tech       |
| 191-197 | ACT  | AG2R Citroën Team         |
| 201-207 | ARK  | Team Arkéa-Samsic         |
| 211-217 | TDE  | Total Direct Énergie      |
| 221-227 | BBK  | B&B Hotels                |
| 231-237 | BWB  | Bingoal Pauwels Sauces WB |
| 241-247 | SVB  | Sport Vlaanderen-Baloise  |

## Ordine d'arrivo (Top 10)
| Pos. | Corridore          | Squadra    | Tempo    |
| ---- | ------------------ | ---------- | -------- |
| 1    | Dylan van Baarle   | Ineos      | 3h58'59" |
| 2    | Christophe Laporte | Cofidis    | a 26"    |
| 3    | Tim Merlier        | Alpecin    | s.t.     |
| 4    | Yves Lampaert      | Deceuninck | s.t.     |
| 5    | T. Van Der Sande   | Lotto      | s.t.     |
| 6    | Alexander Kristoff | UAE        | s.t.     |
| 7    | Greg Van Avermaet  | AG2R       | s.t.     |
| 8    | Anthony Turgis     | Total      | s.t.     |
| 9    | Florian Sénéchal   | Deceuninck | s.t.     |
| 10   | Jasper Stuyven     | Trek       | s.t.     |